# Jean-Baptiste Pater

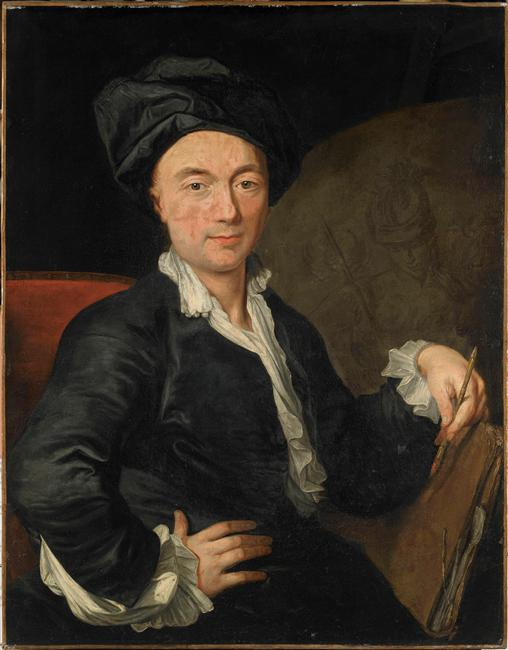
Jean-Baptiste Pater, Selbstporträt

Jean-Baptiste Francois Pater (* 29. Dezember 1695 in Valenciennes; † 25. Juli 1736 in Paris) war ein französischer Maler.
Er war ein Schüler von Antoine Watteau. Tätig in Valenciennes, seit 1718 in Paris und wurde 1728 in die Académie Royale aufgenommen. Sein prominentester Kunde war Friedrich der Große, der zwei Bilder im Stile der Turquerie von ihm besaß: Le Sultan au Harem und Le Sultan au Jardin.

## Galerie

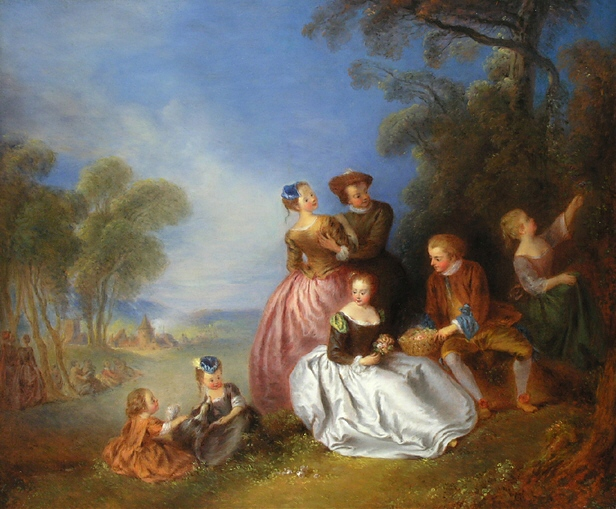
Familienausflug in der Campagne
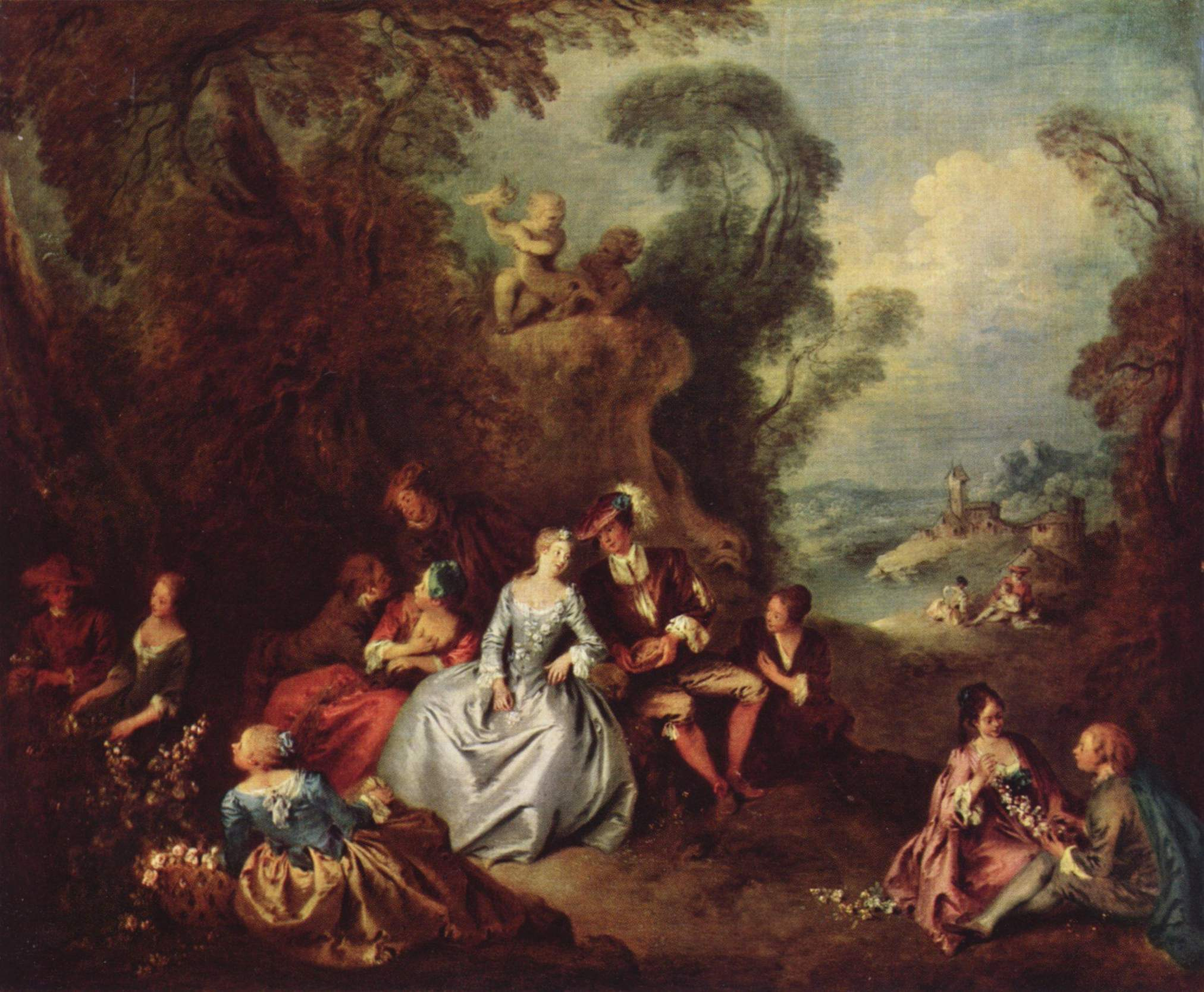
Die Freuden des Landlebens